# Bệnh giun tóc
Bệnh giun tóc, còn gọi là bệnh giun roi, là bệnh lây nhiễm do giun tóc (Trichuris trichiura) gây ra. Nếu chỉ nhiễm vài con giun thì thường không có triệu chứng. Những người nhiễm phải nhiều giun thì có thể bị đau bụng, mệt mỏi và tiêu chảy. Tiêu chảy đôi khi có máu. Bệnh giun tóc ở trẻ có thể gây kém phát triển cơ thể và trí tuệ. Lượng hồng cầu thấp có thể xảy ra do mất máu.

## Nguyên Nhân
Bệnh thường lây lan do người ta ăn phải thực phẩm hay uống nước có chứa trứng giun tóc. Việc lây nhiễm xảy ra khi rau bị nhiễm không được rửa sạch kỹ hay nấu không thật chín. Thường thì trứng giun này nằm trong đất ở những nơi mà đi đại tiện ở ngoài trời và ở những nơi phân chưa qua xử lý dùng làm phân bón. Các trứng này xuất phát từ phân người bị nhiễm. Trẻ nhỏ chơi đùa ở đất bị nhiễm và đưa tay vào miệng cũng dễ dàng bị lây nhiễm bệnh. Giun tóc sống ở ruột già và dài khoảng bốn cm. Xác định giun roi qua việc tìm thấy trứng giun khi xét nghiệm phân bằng kính hiển vi. Trứng giun tóc có hình trống.

## Phòng ngừa và điều trị
Phòng ngừa bệnh bằng cách nấu thức ăn chín kỹ và rửa tay trước khi nấu nướng. Các biện pháp khác bao gồm tăng cường tiếp cận hệ thống vệ sinh chẳng hạn như đảm bảo sử dụng nhà vệ sinh sạch và hoạt động tốt  và tiếp cận được nguồn nước sạch. Tại những nơi trên thế giới có bệnh lưu hành, thì thường toàn bộ dân cư trong vùng sẽ được điều trị ngay và định kỳ. Điều trị ba ngày thuốc: hoặc albendazole, hoặc mebendazole hoặc ivermectin. Người bệnh thường bị tái nhiễm sau khi được điều trị.

## Dịch tễ học
Trên toàn thế giời, có khoảng 600 đến 800 triệu người bị nhiễm bệnh giun roi. Bệnh phổ biến nhất ở các nước nhiệt đới. Tại các nước đang phát triển, những người nhiễm giun roi thường cũng nhiễm giun móc và bệnh giun đũa. Các bệnh này gây tác động lớn đối với kinh tế nhiều nước. Người ta đang nghiên cứu để chế tạo vắc xin phòng chống bệnh. Bệnh giun tóc được phân loại là bệnh nhiệt đới bị lãng quên.